# Nickel Ashmeade
Nickel Ashmeade (* 7. April 1990) ist ein jamaikanischer Sprinter, der sowohl über die 100- als auch die 200-Meter-Distanz Erfolge feiern konnte.

## Karriere
Ashmeade gewann 2007 bei den Jugendweltmeisterschaften in Ostrava Silber im 100-Meter-Lauf und Bronze über die 200 Meter. Ein Jahr darauf wurde er bei den Juniorenweltmeisterschaften in Bydgoszcz Zweiter über die 200 Meter.

### 2011
Im Juni 2011 stellte er bei der National Training Centre Sprint Series in Clermont mit 9,96 s eine neue persönliche Bestzeit über 100 Meter auf und wurde damit der elfte Jamaikaner, der je die 100 Meter unter zehn Sekunden gelaufen ist. Bei den Weltmeisterschaften 2011 in Daegu erreichte er das Finale über 200 Meter und kam mit einer Zeit von 20,29 s auf den fünften Platz. Bei dem Memorial Van Damme stellte er mit 19,91 s über 200 Meter seine neue Bestleistung auf und kam als Dritter hinter Blake und Dix ins Ziel.

### 2012
Beim vierten Diamond League Meeting 2012 in Eugene stellte er als Zweiter hinter Justin Gatlin mit 9,93 s seine neue Bestleistung auf. Bei den Jamaican Trials konnte er sich am 1. Juli nicht für die 200-Meter-Distanz bei Olympia qualifizieren. Nach einem starken Kurvenlauf konnte er sein Tempo auf der Geraden nicht halten und wurde mit 20,16 s nur Vierter. Bei dem Herculis in Monaco am 20. Juli gewann er in 20,02 s vor Martina und Spearmon. Am 23. August wurde er beim Diamond League Meeting in Lausanne mit 19,94 s nur Dritter, drei Tage darauf konnte er sich steigern und gewann in Birmingham mit 20,12 s. Beim Saisonfinale der Diamond League über 200 Meter kam er in Zürich als Zweiter ins Ziel und gewann damit die mit 40.000 $ dotierte Gesamtwertung vor Usain Bolt. Diesem musste er sich aber im Rennen trotz neuer Bestleistung von 19,85 s geschlagen geben.

### 2013
2013 knüpfte er direkt an seine guten Leistungen an. Am 4. Mai bestritt er beim Jamaican Invitational sein erstes Rennen, das er mit 20,00 s vor seinem Landsmann und Konkurrenten Warren Weir, der sich 2012 bei den Trials vor Ashmeade den dritten Platz für Olympia gesichert hatte, gewann. Am 25. Mai startete er beim Adidas Grand Prix in New York über 100 Meter. Auf nasser Bahn qualifizierte er sich im Halbfinale mit 10,20 s und dem ersten Platz in seinem Lauf für das Finale, wo er mit 10,30 s allerdings nur Sechster wurde. Am 1. Juni gewann er das Prefontaine Classic in Eugene mit 20,14 s.
Bei den jamaikanischen Meisterschaften wurde er im 100-Meter-Finale mit 9,99 s Dritter und konnte sich so für die Weltmeisterschaften in Moskau qualifizieren. Auch über 200 Meter sicherte er sich mit einem zweiten Platz die WM-Teilnahme. Im Finale kam er nach 20,06 s hinter Warren Weir ins Ziel, den er noch im Halbfinale geschlagen hatte. Bei den beiden Diamond League Meetings in Lausanne und Paris Anfang Juli wurde er jeweils nur Fünfter. In Lausanne war er über 100 Meter, in Paris über 200 Meter angetreten. Bei den Weltmeisterschaften stellte er zunächst im Halbfinale mit 9,90 s eine neue persönliche Bestleistung auf und zog als Zeitschnellster ins Finale ein. Dort wurde er mit 9,98 s Fünfter. Im 200-Meter-Wettbewerb verpasste er eine Medaille um eine Hundertstelsekunde. Mit 20,05 s kam er hinter dem US-Amerikaner Curtis Mitchell ins Ziel. Seine ersehnte Medaille holte er dann zusammen mit der 4-mal-100-Meter-Staffel in der Besetzung Carter, Bailey-Cole und Bolt. In Zürich zeigte er mit einem zweiten Platz in 9,94 s hinter Usain Bolt und vor Justin Gatlin ein gutes Rennen zum Saisonabschluss, ehe er in Brüssel mit 19,93 seine Saisonbestleistung verbesserte und mit einem zweiten Platz hinter Warren Weir auch Zweiter in der Diamond Race Wertung wurde.

### 2014
Im Februar 2014 absolvierte er in Boston seinen ersten Hallenstart als Profi. Sein einziges Rennen in der Hallensaison beendete er als Fünfter in 6,62 s. Zum Start der Freiluftsaison trat er in Doha über die 200-Meter-Distanz an. Mit einem Sieg unterstrich er seine Ambitionen, in zumindest einer seiner beiden Disziplinen den Diamond-Race-Titel zu gewinnen. Bei den erstmals ausgetragenen IAAF World Relays siegte er mit der jamaikanischen Staffelmannschaft sowohl im 4-mal-100-Meter- als auch im 4-mal-200-Meter-Lauf. Mit 1:18,63 min stellte er zusammen mit Yohan Blake, Warren Weir und Jermaine Brown einen neuen Weltrekord über letztere, nichtolympische Strecke auf. In New York musste er sich mit 19,95 s Dauerkonkurrenten Weir geschlagen geben. Bei den Landesmeisterschaften in Kingston, die im Olympia- und WM-freien Jahr keine möglichen Qualifikationen als zusätzlichen Anreiz hatten, gewann er gegen ein schwach besetztes Feld – Usain Bolt, Yohan Blake und Nesta Carter fehlten verletzungsbedingt, Asafa Powell aufgrund einer Dopingsperre – in 10,06 s den Titel über die 100-Meter-Distanz. In Lausanne kam er hinter Alonso Edward, in Monaco hinter Justin Gatlin auf den zweiten Platz, dennoch holte er sich die Führung im 200-Meter-Diamond-Race. Im August war er Teil der jamaikanischen Mannschaft bei den Commonwealth Games in Glasgow. Über 100 Meter verpasste er als Dritter die erhoffte Goldmedaille, mit der 4-mal-100-Meter-Staffel holte er sich aber nach den World Relays schon den zweiten Saisontitel.
Nachdem er in Birmingham Alonso Edward geschlagen hatte, bot sich ihm zum Saisonfinale in Zürich die Chance, das Diamond Race zu gewinnen. 20,01 s reichten dort aber nicht, der sechs Hundertstelsekunden schnellere Edward sicherte sich durch den ersten Platz im Rennen und mit einem Punkt Vorsprung den Titel der Gesamtwertung. Ashmeade gewann über die Saison hinweg rund 60.000 $ an Preisgeld.

## Statistiken
| Disziplin | Zeit              | Datum           | Ort    |
| --------- | ----------------- | --------------- | ------ |
| 100 Meter | 9,90 s (+0,4 m/s) | 11. August 2013 | Moskau |
| 200 Meter | 19,85 s (0,0 m/s) | 30. August 2012 | Zürich |

Windlegale 100-Meter-Zeiten unter 10 Sekunden
(maximal legaler Wind = 2 m/s)
| Zeit (s) | Wind (m/s) | Datum         | Ort      |
| -------- | ---------- | ------------- | -------- |
| 9,90     | 0,4        | 11. Aug. 2013 | Moskau   |
| 9,93     | 1,3        | 2. Juni 2012  | Eugene   |
| 9,94     | −0,3       | 29. Aug. 2013 | Zürich   |
| 9,96     | 1,1        | 4. Juni 2011  | Clermont |
| 9,97     | 0,3        | 11. Juli 2014 | Glasgow  |
| 9,97     | 0,5        | 26. Mai 2012  | Orlando  |
| 9,98     | −0,3       | 11. Aug. 2013 | Moskau   |
| 9,99     | −1,2       | 21. Juni 2013 | Kingston |

Windlegale 200-Meter-Zeiten unter 20 Sekunden
(maximal legaler Wind = 2 m/s)
| Zeit (s) | Wind (m/s) | Datum         | Ort      |
| -------- | ---------- | ------------- | -------- |
| 19,85    | 0,0        | 30. Aug. 2012 | Zürich   |
| 19,91    | 0,7        | 16. Sep. 2011 | Brüssel  |
| 19,93    | −0,2       | 6. Sep. 2013  | Brüssel  |
| 19,94    | 0,1        | 9. Juni 2012  | New York |
| 19,94    | 1,4        | 23. Aug. 2012 | Lausanne |
| 19,95    | −0,2       | 15. Juni 2014 | New York |
| 19,95    | 1,6        | 7. Mai 2011   | Kingston |
| 19,99    | −0,5       | 18. Juli 2014 | Monaco   |

| Veranstaltung                    | 2014 | 2013 | 2012 | 2011 | 2010 |
| -------------------------------- | ---- | ---- | ---- | ---- | ---- |
| Olympische Spiele                | NA   | NA   | -    | NA   | NA   |
| Olympische Spiele                | NA   | NA   | -    | NA   | NA   |
| Weltmeisterschaften              | NA   | 5F   | NA   | -    | NA   |
| Weltmeisterschaften              | NA   | 4F   | NA   | 5F   | NA   |
| Diamond League in Doha           | 1    | -    | -    | -    | -    |
| Diamond League in Shanghai       | -    | -    | -    | -    | -    |
| Diamond League in Rom            | -    | -    | -    | -    | -    |
| Diamond League in Eugene         | 5    | 1    | 2    | -    | -    |
| Diamond League in Oslo           | -    | -    | -    | -    | -    |
| Diamond League in New York       | 2    | 5F   | 2    | 4    | DNF  |
| Diamond League in Saint-Denis    | DQ   | 5    | 4    | -    | -    |
| Diamond League in London         | 1    | -    | -    | -    | -    |
| Diamond League in Monaco         | 2    | 7    | 1    | -    | -    |
| Diamond League in Stockholm      | 4    | -    | -    | -    | -    |
| Diamond League in Lausanne       | 2    | 4    | 3    | -    | -    |
| Diamond League in Birmingham     | 1    | -    | 1    | -    | -    |
| Diamond League Finale in Zürich  | 2    | 2    | 2    | -    | -    |
| Diamond League Finale in Brüssel | -    | 2    | 5    | 3    | -    |
| Jamaikanische Meisterschaften    | 1    | 3    | -    | -    | -    |
| Jamaikanische Meisterschaften    | -    | 2    | 4    | -    | -    |

| Veranstaltung                 | 2009 |
| ----------------------------- | ---- |
| Olympische Spiele             | NA   |
| Weltmeisterschaften           | -    |
| IAAF Weltfinale               | -    |
| Golden League in Oslo         | -    |
| Golden League in Rom          | -    |
| Golden League in Paris        | -    |
| Golden League in Zürich       | -    |
| Golden League in Brüssel      | -    |
| Golden League in Berlin       | -    |
| Super Grand Prix in Doha      | -    |
| Super Grand Prix in Monaco    | -    |
| Super Grand Prix in Lausanne  | -    |
| Super Grand Prix in Stockholm | -    |
| Super Grand Prix in London    | 8    |

| Abkürzungen: |   |        |  |     |   |                |  |    |   |                 |    |   |                   |
|              |   |        |  |     |   |                |  |    |   |                 |    |   |                   |
| F            | = | Finale |  | DNF | = | Did not finish |  | DQ | = | disqualifiziert | NA | = | nicht ausgetragen |

| 100 Meter |
| 200 Meter |
| --------- |